# Stibara cambodjensis
Stibara cambodjensis là một loài bọ cánh cứng trong họ Cerambycidae.